# Moravské Srbsko
Moravské Srbsko (srbsky Моравска Србија, Moravska Srbija) je v historiografii užívaný název pro největší a nejsilnější srbské knížectví, které vzniklo na troskách Srbské říše (zanikla roku 1371). Moravské Srbsko je pojmenováno po Velké Moravě, hlavní řece celé oblasti. Moravské Srbsko bylo jako nezávislé knížectví založeno v povodí řeky Moravy v roce 1371 a roku 1379 dosáhlo největší rozlohy prostřednictvím vojenských a politických aktivit svého prvního vládce, knížete Lazara Hrebeljanoviće. V roce 1402 bylo včleněno do Srbskéhu despotátu, který existoval až do roku 1459, kdy byl dobyt Osmanskými Turky (de iure až do roku 1560).